# ریچموند (پورتلند، اورگن)
ریچموند (به انگلیسی: Richmond) یک منطقهٔ مسکونی در ایالات متحده آمریکا است که در پورتلند، اورگن واقع شده‌است. ریچموند ۱۱٬۳۲۰ نفر جمعیت دارد.